# Preston (Iowa)
Preston es una ciudad ubicada en el condado de Jackson en el estado estadounidense de Iowa. En el Censo de 2010 tenía una población de 1012 habitantes y una densidad poblacional de 405,75 personas por km².

## Geografía
Preston se encuentra ubicada en las coordenadas 42°2′57″N 90°23′51″O / 42.04917, -90.39750. Según la Oficina del Censo de los Estados Unidos, Preston tiene una superficie total de 2.49 km², de la cual 2.49 km² corresponden a tierra firme y (0%) 0 km² es agua.

## Demografía
Según el censo de 2010, había 1012 personas residiendo en Preston. La densidad de población era de 405,75 hab./km². De los 1012 habitantes, Preston estaba compuesto por el 98.62% blancos, el 0.49% eran afroamericanos, el 0% eran amerindios, el 0% eran asiáticos, el 0% eran isleños del Pacífico, el 0% eran de otras razas y el 0.89% pertenecían a dos o más razas. Del total de la población el 0.59% eran hispanos o latinos de cualquier raza.